# Pfarrkirche Oberlienz

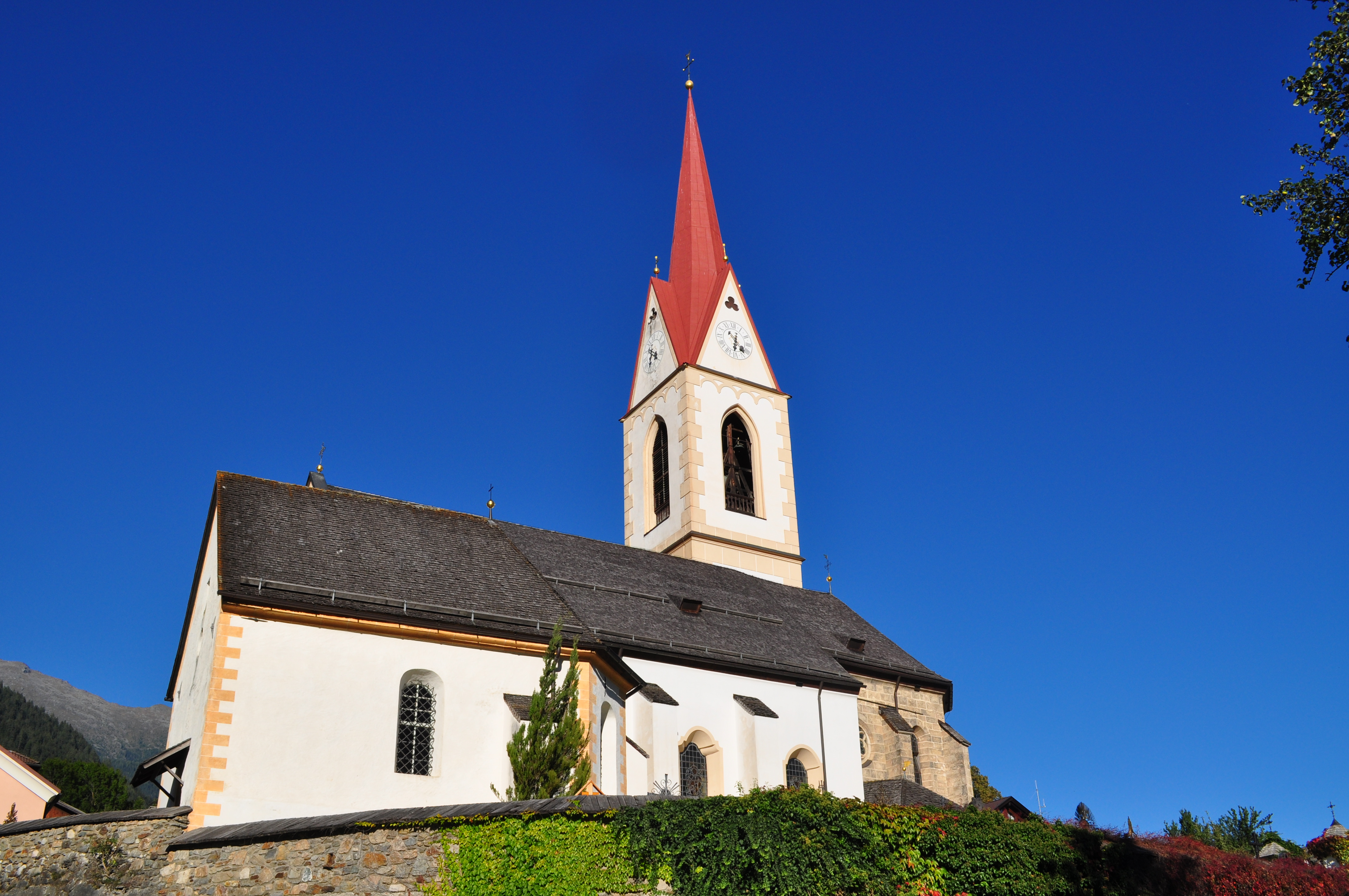
Katholische Pfarrkirche Mariä Himmelfahrt in Oberlienz

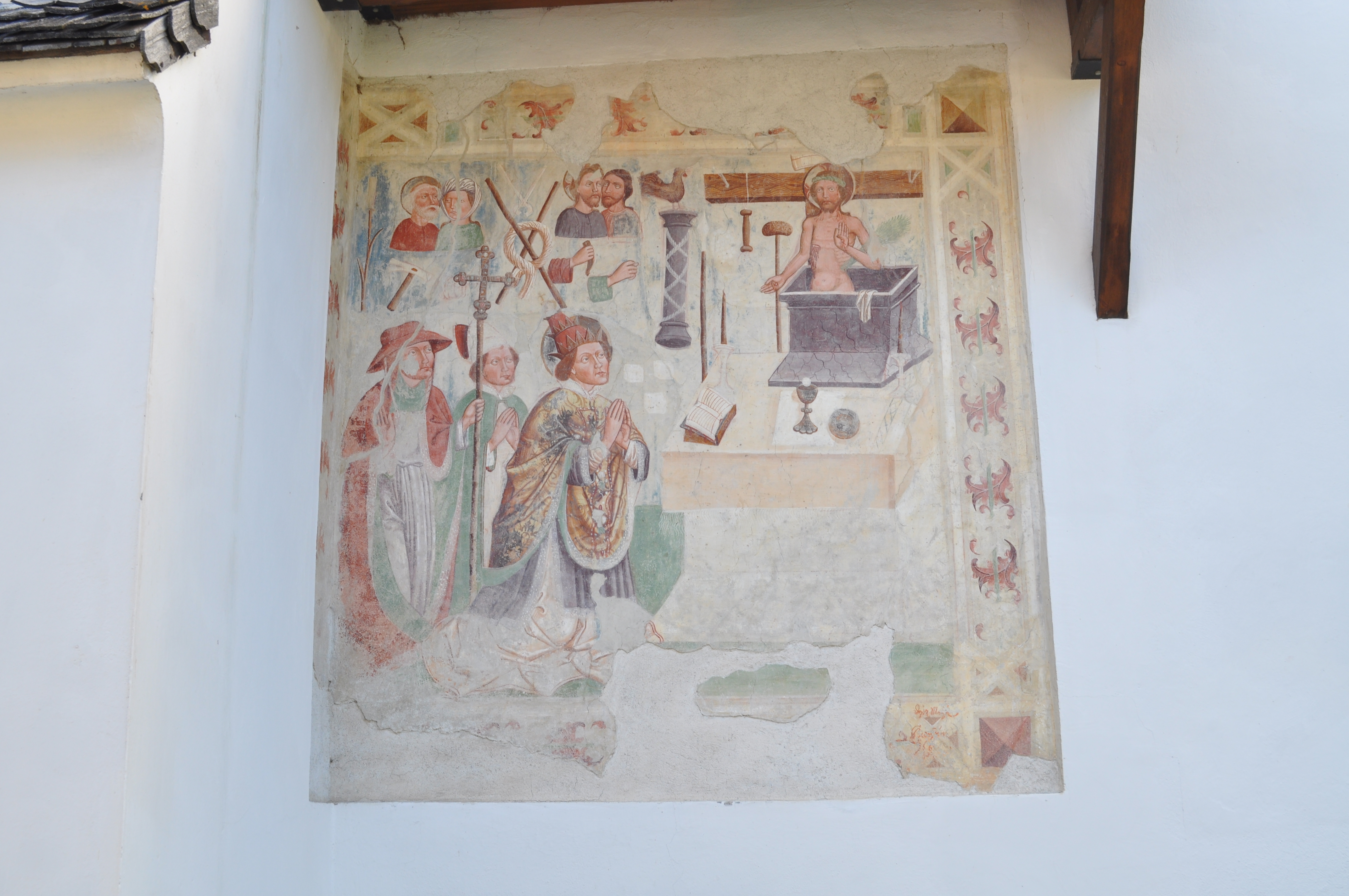
Fresko Gregorsmesse um 1460/1470

Die Pfarrkirche Oberlienz steht im Zentrum der Gemeinde Oberlienz im Bezirk Lienz im Bundesland Tirol. Die dem Patrozinium Mariä Himmelfahrt unterstellte römisch-katholische Pfarrkirche gehört zum Dekanat Lienz der Diözese Innsbruck. Die Kirche steht unter Denkmalschutz (Listeneintrag).

## Geschichte
1308 wurde eine Kirche genannt. 1416 wurde ein neuer Chor geweiht. 1762 erfolgte eine Barockisierung der Kirche. 1785 bestand eine Lokalkaplanei. Nach einem Brand 1809 wurde die Kirche 1824/1825 durch den Maurermeister Thomas Pichler instand gesetzt. Nach einem Einsturz des Turmes 1864 wurde 1869/1871 der Turm wieder aufgebaut und erhielt 1887 einen Spitzhelm. Die Kirche wurde 1891 zur Pfarrkirche erhoben.

## Architektur
Die gotische Kirche ist von einem ummauerten Friedhof umgeben.
Die Kirche unter einem steilen Satteldach und einem umlaufenden Sockel zeigt südseitig am Langhaus breite einfach getreppte Strebepfeiler. Der Chor zeigt Tuffquadermauerwerk und schmale doppelt abgetreppte Strebepfeiler, südseitig wurde um 1900 eine Fensterrose eingebaut. Der Westfront wurde 1889 eine kleine Vorhalle angebaut. Der in gotischen Formen wiederaufgebaute Nordturm hat spitzbogige Schallfenster und trägt einen achtseitigen Spitzhelm. Südseitig am Chor steht der Sakristeianbau. Es gibt am Langhaus ein Fresko Gregorsmesse der Brixner Malschule um 1460/1470.
Das Kircheninnere zeigt ein einschiffiges vierjochiges Langhaus unter einem erneuerten Tonnengewölbe mit Stichkappen auf weit in das Langhaus hineingestellten gotischen Wanddiensten. Die zweigeschoßige Empore steht auf Säulen, die untere Brüstung ist geschwungen. Der rundbogige Triumphbogen zeigt eine Memento-mori-Uhr. Der eingezogene einjochige Chor mit einem Fünfachtelschluss hat ein Kreuzrippengewölbe auf runden Wanddiensten und zwei runde Schlusssteine. Die Fenster im Chor sind spitzbogig und im Langhaus mit abgesetztem Rundbogen bzw. unterbrochenem Konvexbogen.
Die Glasmalereien der Tiroler Glasmalerei sind im Chor neugotisch und im Langhaus neubarock. Die Gewölbemalereien schuf der Maler Christoph Brandstätter der Ältere 1824, sie zeigen von vorne beginnend Esther bittet den Perserkönig Assuerus für das Volk der Juden, Thronende Madonna von Engeln verehrt umgeben von vier Medaillons mit Darstellungen der lateinischen Kirchenlehrer, Christus und Maria als Beschützer von Oberlienz, hl. Cäcilia umgeben von vier Medaillons mit musizierenden Engeln, in den vier Stichkappen Bildnisse der Evangelisten, unter der Empore in Grisaille Berufung Petri.

## Ausstattung
Den Hochaltar baute Johann Steiner um 1825/1830 mit einem Aufbau mit Säulen, Pilastern, geschwungenen Gebälkstücken, Volutenaufsatz und Engeln, er zeigt das Bild Mariä Himmelfahrt als Kopie eines Gemäldes von Martin Knoller in der Pfarrkirche Niederdorf im Pustertal/Südtirol, gemalt von Johann Waginger dem Jüngeren 1832.
Die Orgel baute Alois Hörbiger 1838 in einem spätklassizistischen Gehäuse mit drei Feldern, 1897 folgte ein Werk von Alois Fuetsch. Eine Glocke nennt Lukas Graßmayr aus dem 17. Jahrhundert. Eine kleine Glocke aus dem Burg Heinfels hierher übertragen nennt Josef Graßmayr 1769.